# روابط اسرائیل و نائورو
روابط اسرائیل و نائورو روابط دیپلماتیک و دیگر روابط میان اسرائیل و نائورو است. اسرائیل یک سفیر غیر مقیم در اورشلیم و کنسولگری افتخاری (یارن) دارد، و نائورو یک کنسولگری افتخاری دارد (روش هاعین).

## تاریخ
در سال ۲۰۱۰، رئیس‌جمهور نائورو، مارکوس استیون و وزیر امور خارجه و تجارت نائورو، کایرن کهکه، به همراه سفیر نائورو در سازمان ملل، مارلین موسی از اسرائیل بازدید کردند و در آن جلسه، رئیس‌جمهور نائورو، حمایت بی حد و حصر خود را از اسرائیل ابراز کرد.
در طول این سفر، رئیس‌جمهور استیون و رییس جمهور میکرونزی، امانوئل موری، به احترام روابط دیپلماتیک، درختی در کوه هرتسل کاشتند.
در اوایل دسامبر ۲۰۱۷، بنیامین نتانیاهو نخست‌وزیر اسرائیل ۷۲٬۰۰۰ دلار به تصفیه خانه فاضلاب نائورو اهدا کرد. دو هفته بعد، نائورو به قطعنامه مجمع عمومی سازمان ملل متحد رای داد که وضعیت بیت‌المقدس را به عنوان پایتخت اسرائیل «باطل» اعلام کرد.
در ۲۹ اوت ۲۰۱۹، نائورو رسماً اورشلیم را به عنوان پایتخت اسرائیل به رسمیت شناخت.